# میمون مونا
میمون مونا (نام علمی: Cercopithecus mona) نام یک گونه از خانواده میمون بر قدیم است.
این میمون که در کشورهای آفریقایی همچون کامرون، غنا، گرنادا، بنین، نیجریه، توگو و اوگاندا زندگی می‌کند دارای قدی به طول ۴۱۰ تا ۶۳۰ سانتی‌متر در جنس نر و ۳۴۰ تا ۴۵۷ در جنس ماده است.

## نگارخانه

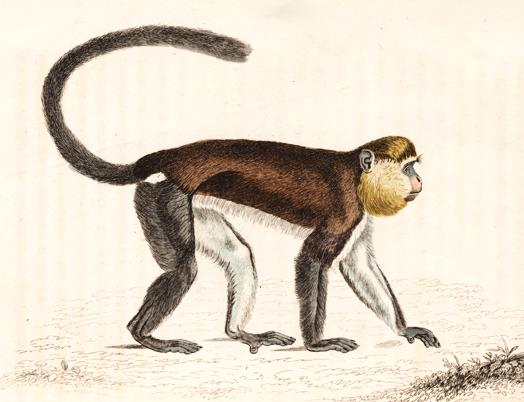
Mona monkey
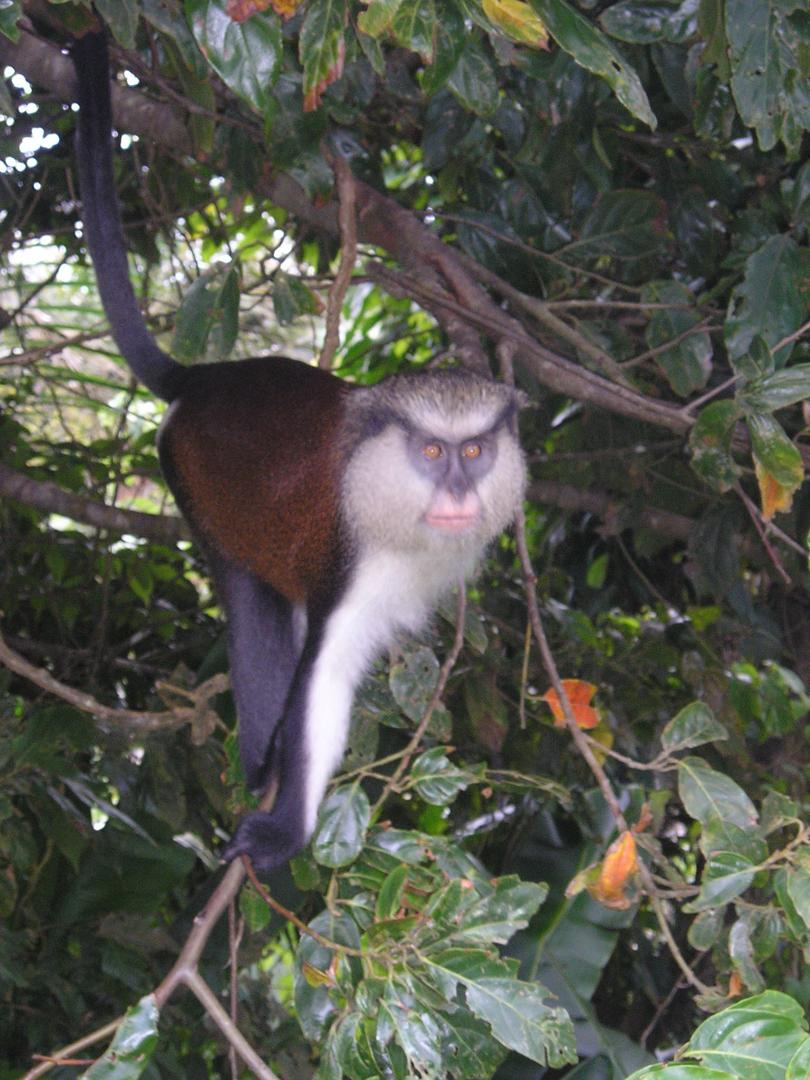
Feral mona monkey on Grenada
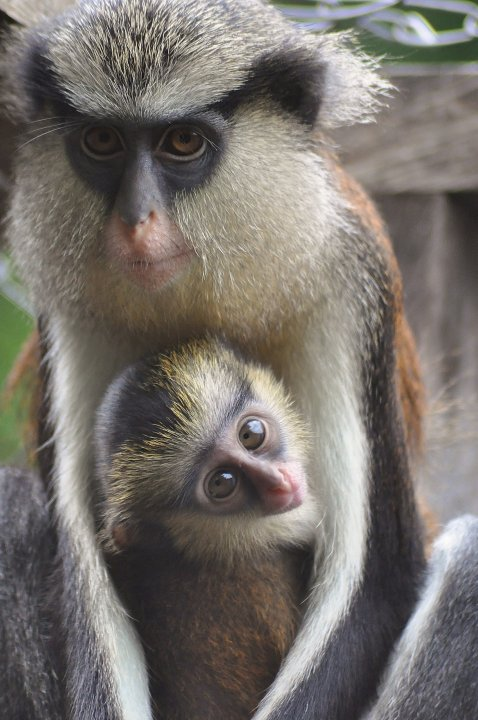